# MC Duduzinho
Luiz Eduardo Medeiros Gonçalves (Rio de Janeiro, 7 de outubro de 1992), mais conhecido como MC Duduzinho, é um cantor brasileiro de funk carioca.

## Biografia
Luiz Eduardo Medeiros Gonçalves é carioca, nasceu em Nova Iguaçu no hospital Getúlio Vargas, em 7 de Outubro de 1992, primo de Leonardo Mombele, um de seus compositores. Sonhava em ser jogador de futebol porém uma complicação no joelho pôs fim em sua carreira como jogador de futebol. ''Eu era jogador de futebol e tinha o sonho de crescer fazendo isso, mas tive problemas no joelho esquerdo aos 11 anos. Um ano depois conheceu um amigo do meio musical que o chamou para cantar.

## Carreira

#### 2015-Presente:Primeiro Álbum e Warner Music
Em 2015, Duduzinho assinou contrato com a gravadora internacional Warner Music para lançar seu primeiro álbum,a nova fase do cantor inclui um staff digno de estrela são 16 profissionais, entre banda, bailarinos, DJ, um técnico de som, assessoras etc. No dia 2 de junho de 2015 lançou seu álbum de estreia ''Sem Limites''  o álbum traz uma mistura de funk, pop e batidas eletrônicas, O disco tem 13 faixas, incluindo uma regravação de "Tô Pro Crime".
No dia 27 de março de 2015 foi laçando o single ''Paradinha'' em 30 de setembro lançou outro single ''O Mundo é Nosso''' o videoclipe foi lançado no mesmo dia no site Youtube e teve a participação da atriz Erika Januza e teve suas cenas rodadas em comunidade do Rio e que foi dirigido por Raphael Bethlen filho da atriz Maria Zilda Bethlen e do falecido diretor Roberto Talma,Segundo Duduzinho, o clipe pretende incentivar a leitura.No clipe da música “O mundo é nosso”, Duduzinho quer incentivar a leitura entre seus fãs. Em uma das cenas do vídeo, Duduzinho distribuirá livros em uma comunidade do Rio pilotando sua “bicicleta literária”. Em 2016 foi lançado o single ''Chiclete'' o videoclipe foi lançando no dia 28 de janeiro de 2016 foi filmado em uma mansão no Joá, Zona Sul do Rio, o funkeiro contracenou com a atriz Priscila Uba seminua dentro de uma banheira. O videoclipe foi dirigido e escrito pela cantora Anitta.
Em 2017, o MC deixou a gravadora, ele disse que não tem nenhum desafeto, e que apenas não estava mais dando certo.

## Discografia
| Ano  | Nome        | Vendas | Gravadora    |
| ---- | ----------- | ------ | ------------ |
| 2014 | Sem Limites | 5.000  | Warner Music |